# تمب یدو
تمب یدو مربوط به دوران‌های تاریخی پس از اسلام است و در شهرستان مهر، بخش گله‌دار واقع شده و این اثر در تاریخ ۱۰ دی ۱۳۸۱ با شمارهٔ ثبت ۶۷۷۲ به‌عنوان یکی از آثار ملی ایران به ثبت رسیده است.